# Castel Toblino

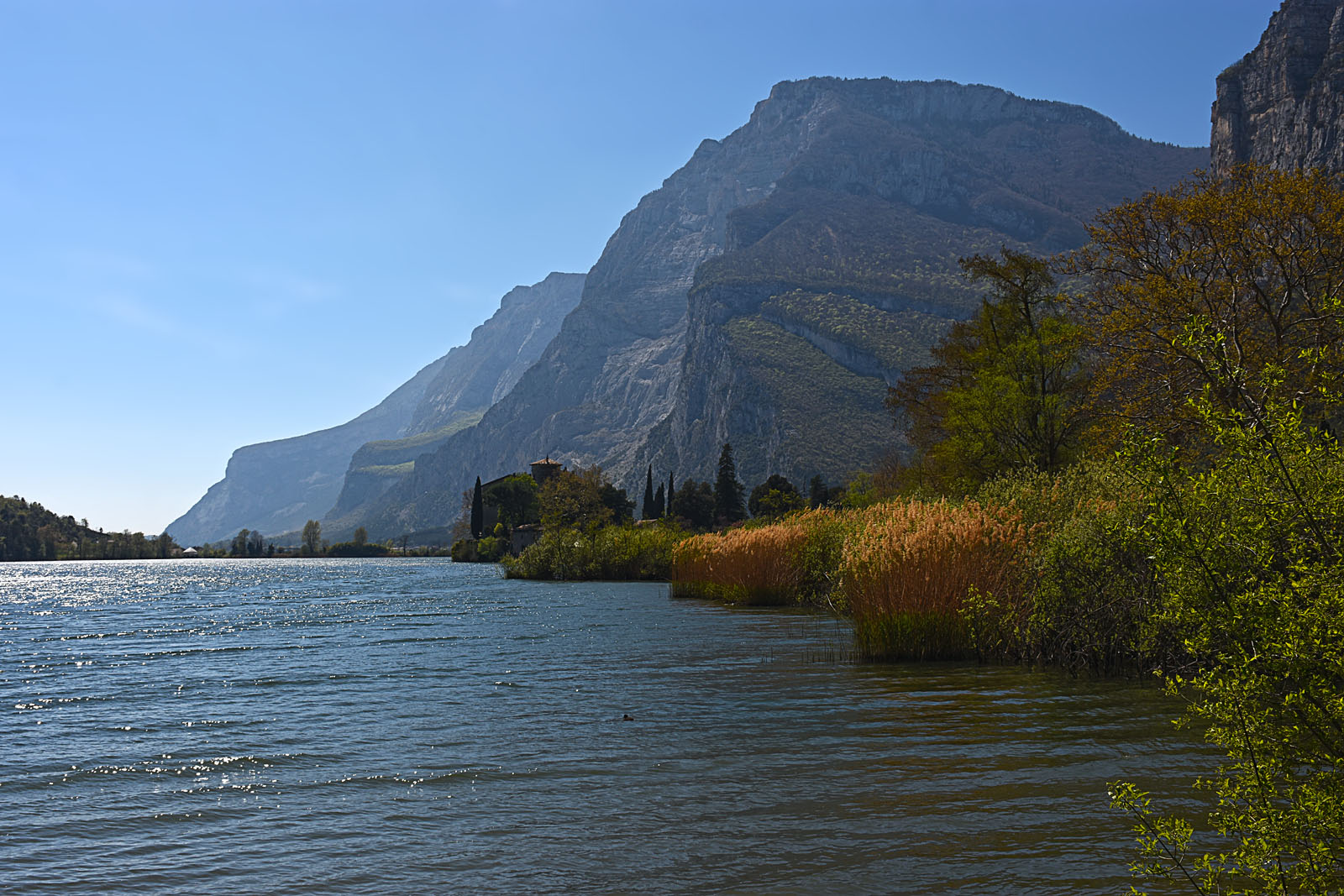
Il lago di Toblino con il castello omonimo.

Castel Toblino è un raro esempio di castello lacustre, raggiungibile dalla riva occidentale del lago di Toblino, lungo la SS45bis tra gli abitati di Padergnone e Sarche, nel territorio comunale di Madruzzo, nella valle dei Laghi, in provincia di Trento.
La struttura è arroccata su una piccola e protetta isoletta bagnata dall'omonimo lago. La sua collocazione ha evidenti motivi di strategia difensiva, che sfrutta sia le condizioni naturali del terreno sia la presenza dell'importante nodo stradale di collegamento tra Trento e le valli del Sarca e del Chiese.
La forma quadrangolare del complesso trova uno dei segni di maggior interesse nel grande mastio di forma circolare, certamente la più evidente delle preesistenze medievali. L'ampia cinta merlata che circonda l'intero complesso e il grande parco circostante la residenza aggiungono un ulteriore carattere distintivo. Attualmente il castello è proprietà privata. È possibile la visita, previa prenotazione, nonché il pernottamento e la ristorazione.

## Storia

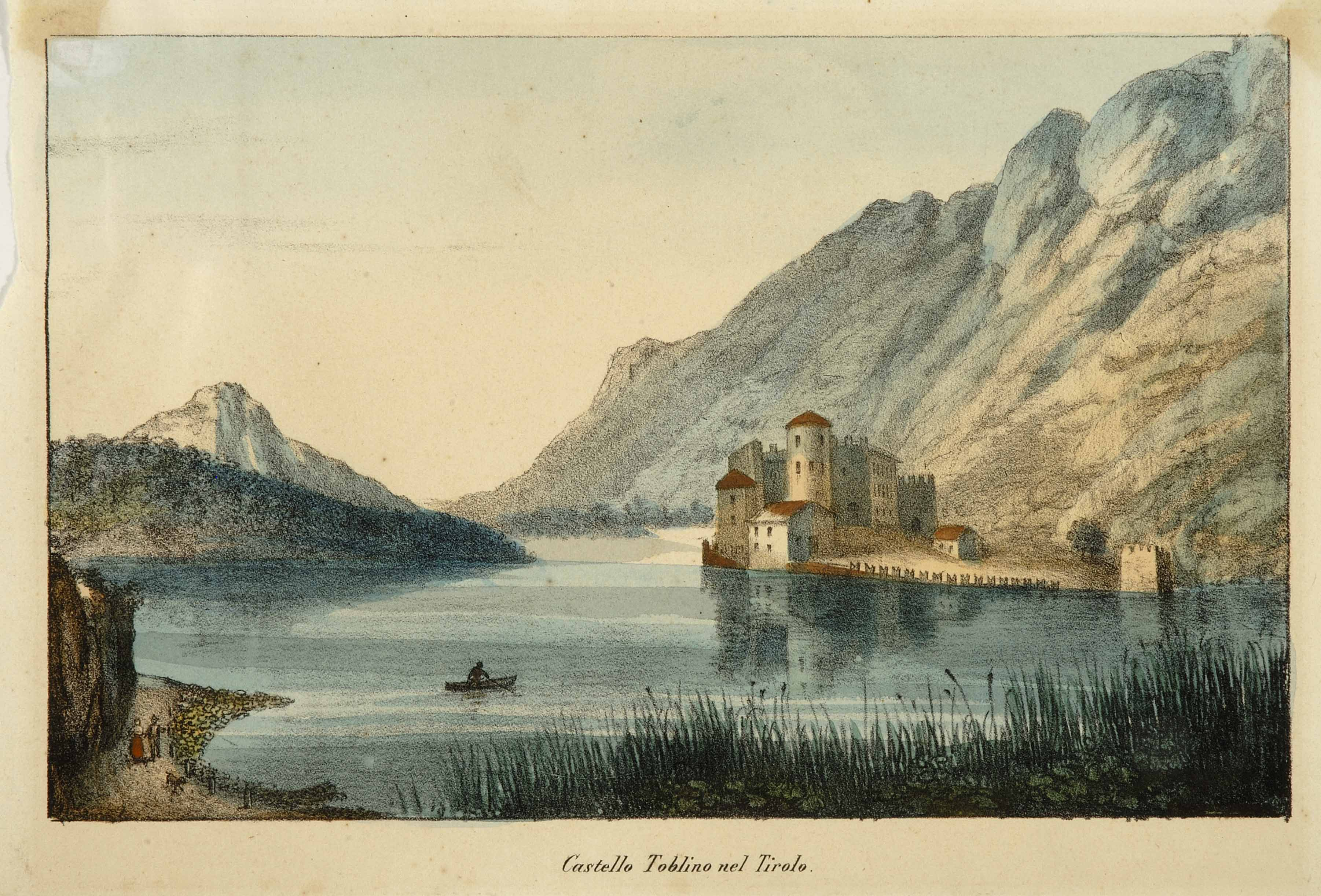
Castel Toblino raffigurato in una calcografia di Agostino Perini, risalente agli anni 1834-1839.

Fin dal XII secolo il castello fu proprietà di vassalli del principe vescovo di Trento. Tra le famiglie emergenti della zona, oltre ai Madruzzo, c'erano i Toblino, che eressero sull'isolotto un fortilizio nel corso dei secoli XII e XIII. La famiglia dei Da Campo ne entrò in possesso nei primi anni del Duecento e dalla fine del Quattrocento rientrò nell'orbita dei beni vescovili. Passati i secoli di lotta e di contrasti tra le varie famiglie nobili del principato, il castello conobbe gli anni della tranquilla gestione clesiana e madruzziana, periodo al quale sono ascrivibili i maggiori lavori di restauro e trasformazione. Dal XVI secolo il castello di Toblino divenne sede periferica della corte trentina. Qui soggiornarono gli illustri ospiti del principe vescovo, si incontrarono i legati pontifici giunti a Trento per il Sacro Concilio e dimorarono molti facoltosi personaggi della corte vescovile.
Nel corso del XVIII secolo, a seguito dei contenziosi giudiziari per la spartizione ereditaria del patrimonio madruzziano, il castello di Toblino andò a Giovanna Madruzzo, sposata con la famiglia dei conti Wolkenstein-Trostburg.
Tra il 13 e il 14 aprile 1848 fu sede di una battaglia tra i Corpi Volontari Lombardi (che tentavano di marciare sulla città di Trento) e l'esercito imperiale austriaco: questi ultimi tuttavia, in forte inferiorità numerica, si ritirarono in attesa di rinforzi.
La famiglia Wolkenstein-Trostburg rimase proprietaria del castello fino agli anni sessanta del Novecento, quando venne acquistato dalla famiglia Fedel di Trento.

## Leggende

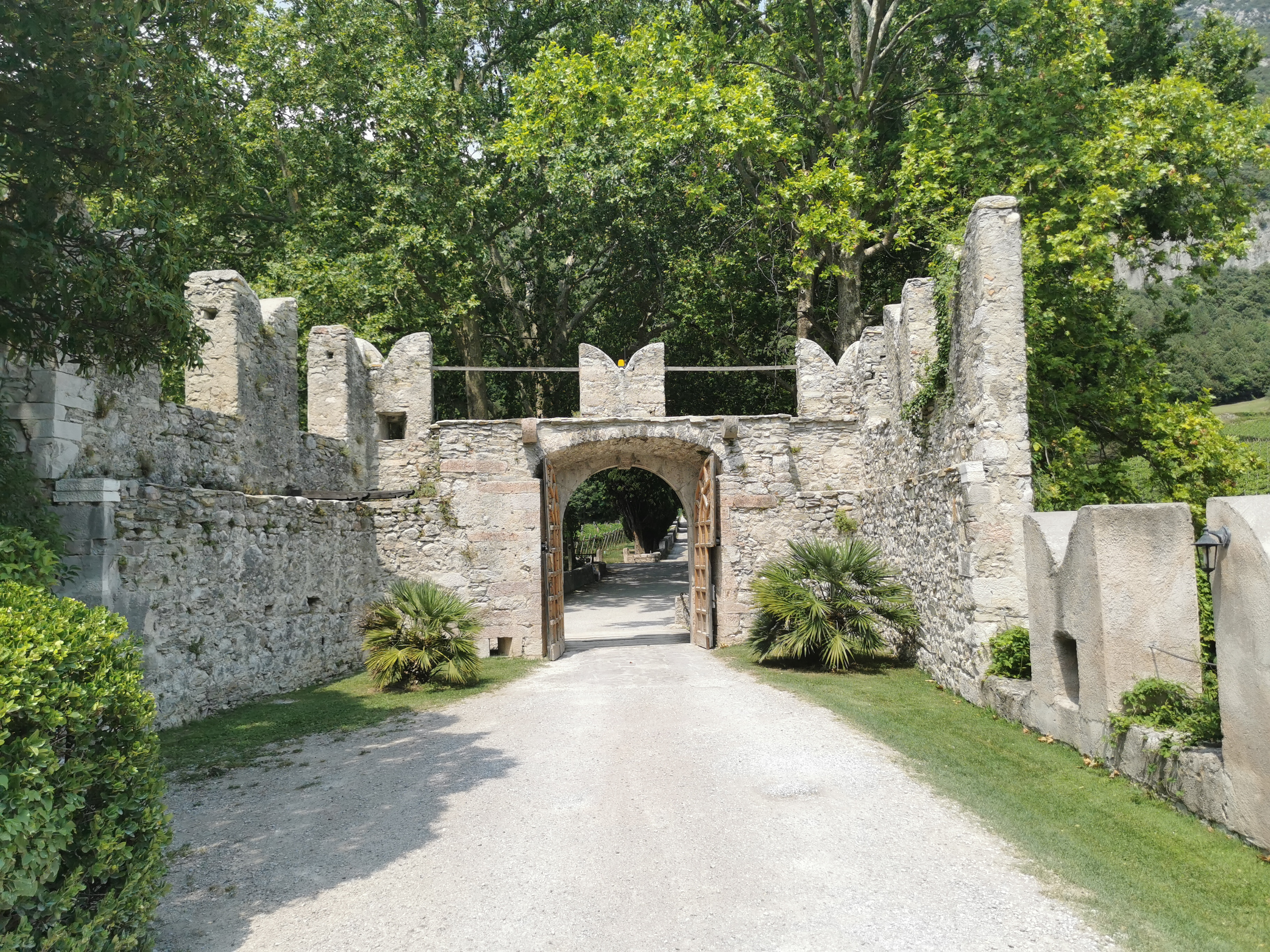
L'ingresso al castello

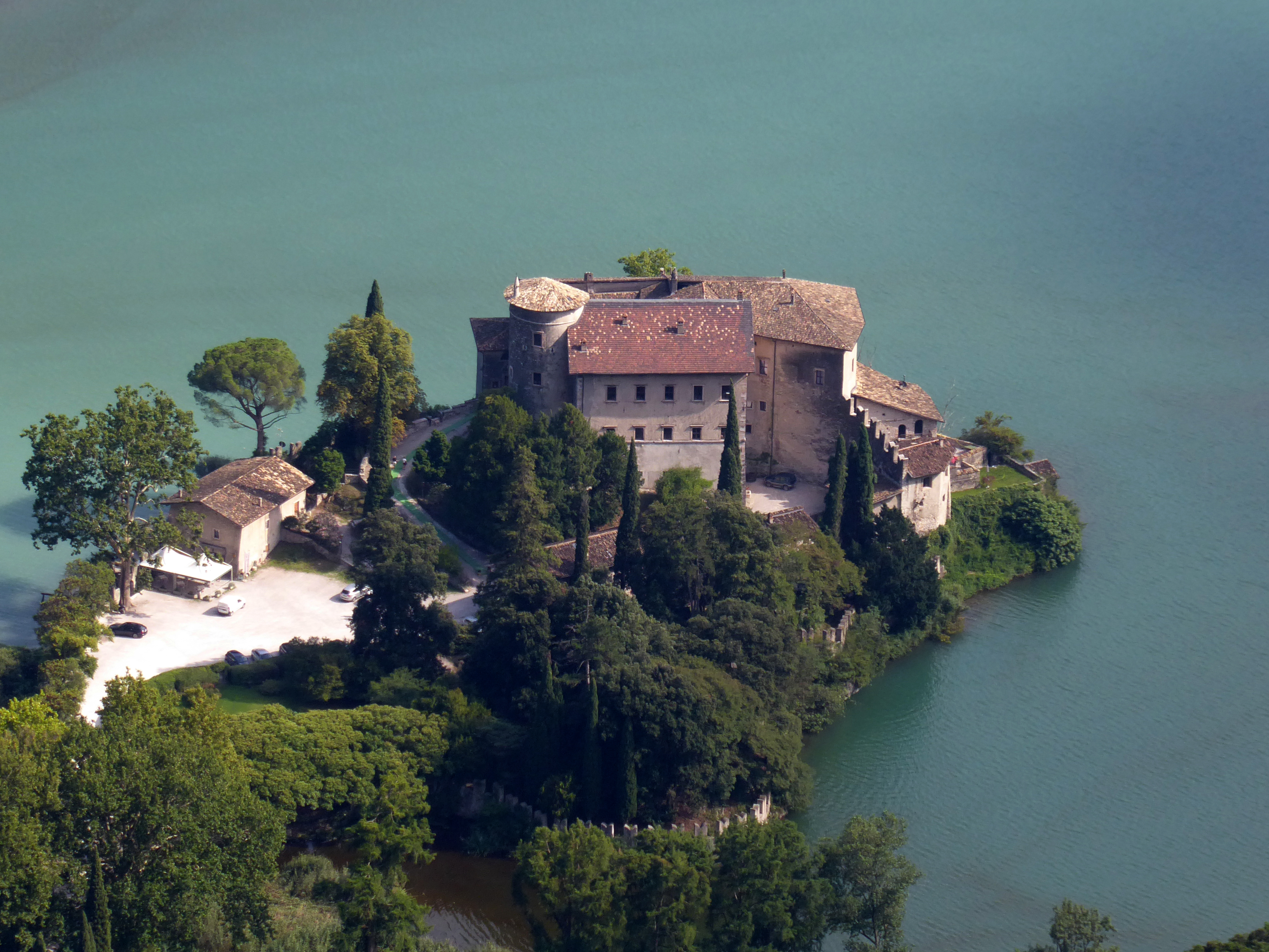
La penisola su cui sorge la struttura, viste dall'alto

Il castello deve la sua fama, oltre che alla bellezza dell'ambiente, alle numerose leggende che ha suscitato.
Secondo una di queste, di origine letteraria e non nata dalla fantasia popolare, Toblino sarebbe stato nel XVII secolo luogo di delizie per Claudia, figlia di Lodovico Particella, oriundo di Fossombrone, con Carlo Emanuele Madruzzo, principe vescovo di Trento e ultimo dei Madruzzo. Risultate vane le suppliche al Papa onde ottenere lo scioglimento dei voti sacerdotali, il prelato si sarebbe abbandonato ad una peccaminosa relazione con Claudia. La suddetta relazione fu scelta da Benito Mussolini come soggetto del suo romanzo storico L'amante del Cardinale. Claudia Particella, scritto nel 1910.
Una leggenda avente gli stessi protagonisti del testo di Mussolini, vede Carlo Emanuele Madruzzo cospiratore della morte di Claudia e del fratello Vincenzo, entrambi annegati tragicamente nel lago.
Un'altra storia narra il contrastato amore di Aliprando di Toblino con Ginevra, la bella castellana di Stenico. Una notte, mentre Aliprando rincasava cavalcando lungo un sentiero, fu ucciso da Graziadeo di Castel Campo, suo rivale in amore.

## Come raggiungerlo
A Castel Toblino (a 18 km da Trento) si giunge percorrendo la S.S. 45 bis della Gardesana Occidentale nella cosiddetta Valle dei Laghi.

## Location cinematografica
La dama velata, serie televisiva (2015).